# China Moses
China Moses (Los Ángeles, 9 de enero de 1978) es una cantante y presentadora de televisión estadounidense y francófona.

## Biografía
China Moses es hija de la cantante Dee Dee Bridgewater y del realizador Gilbert Moses. Ha vivido desde su niñez en el mundo de la música y del teatro. Particularmente precoz, grabó a la edad de dieciséis años «Time» (1996), su primer sencillo, que será objeto de un clip realizado por Jean-Baptiste Mondino. Este éxito fue reforzado por los álbumes China (1997), On Tourne en Rond (2000) y Good Lovin’ (2004) que la imponen como una referencia de la escena francesa del R&B. Para estos álbumes, ha trabajado con el laboratorio de producción sueco Breaking Bread y con personalidades como DJ Mehdi, Diam’s, Karriem Riggins, Guru, Anthony Marshall, Mounir Belkhir o el ingeniero de sonido Bob Power. 
China Moses, una de las coristas de Camille en aquellos tiempos, encontró a Raphaël Lemonnier y juntos, crearon el show «Gardenias For Dinah», un homenaje a su ídolo Dinah Washington, que será objeto del álbum «This One’s For Dinah» aparecido en 2009 en el sello Blue Note y que fue unánimemente apreciado por la crítica.
Después de una gira internacional (Europa, India, Líbano, Canadá, Japón...), China Moses y Raphaël Lemonnier prosiguen su colaboración rindiendo homenaje a las grandes cantantes del blues y del soul con el álbum «Crazy Blues» (MadeInChina Productions/Decca/UMG). 
En el marco del programa estival «Summer of Soul», Arte le confía la presentación de la emisión « Soul Power in concert » en 2013. 
Siguiendo su colaboración con André Manoukian para su álbum «So in love» en 2010 (Blue Note Francia/EMI), China Moses presenta en otoño 2013 un nuevo espectáculo en dúo piano-voz. El espectáculo que gira en torno a canciones emblemáticas como Don't let me be misunderstood, Lullaby of Birdland, I've got you under my skin. También forma parte del equipo de «Cafe Society Swing », un espectáculo escrito por Alex Webb y que rememora la época dorada del club neoyorquino Cafe Society en los años 1940, que resultó legendario sobre todo por su lucha contra las desigualdades raciales y dónde Billie Holiday cantó Strange Fruit por primera vez.
Copresenta y canta en el primer Día Internacional del Jazz en París, en la sede de la Unesco en 2012 y se mantiene ligada a esta celebración en años sucesivos.
Ha compartido escena repetidamente con su madre Dee Dee Bridgewater, acompañada de orquestas como la Deutsches Filmorchester Babelsberg y la WDR Big Band.
También aparecido en canales de música como MCM (1999-2001) y MTV France (2004-2011). En 2011 se unió al equipo de la octava temporada del programa de televisión francés Le Grand Journal en Canal+, que dejó en julio de 2012. De octubre de 2011 a diciembre de 2012 presentó Made in China en la emisora francesa Jazz Radio, un programa diario que se emitía a partir de las 19 h. a las 20:00 En un intento por gestionar sus actividades como animadora, China lanzó su propia productora, MadeInChina Productions, en 2008.
Vive en París.

## Discografía

### Álbumes
- 1997: China (Source/Virgin)
- 2000: On tourne en rond (Source)
- 2004: Good Lovin (EMI)
- 2009: This One's For Dinah (MadeInChina Productions/ Blue Note France/ EMI)
- 2012 Crazy Blues (MadeInChina Productions / Decca/ Universal Classics and Jazz International)

### Compilaciones y participaciones

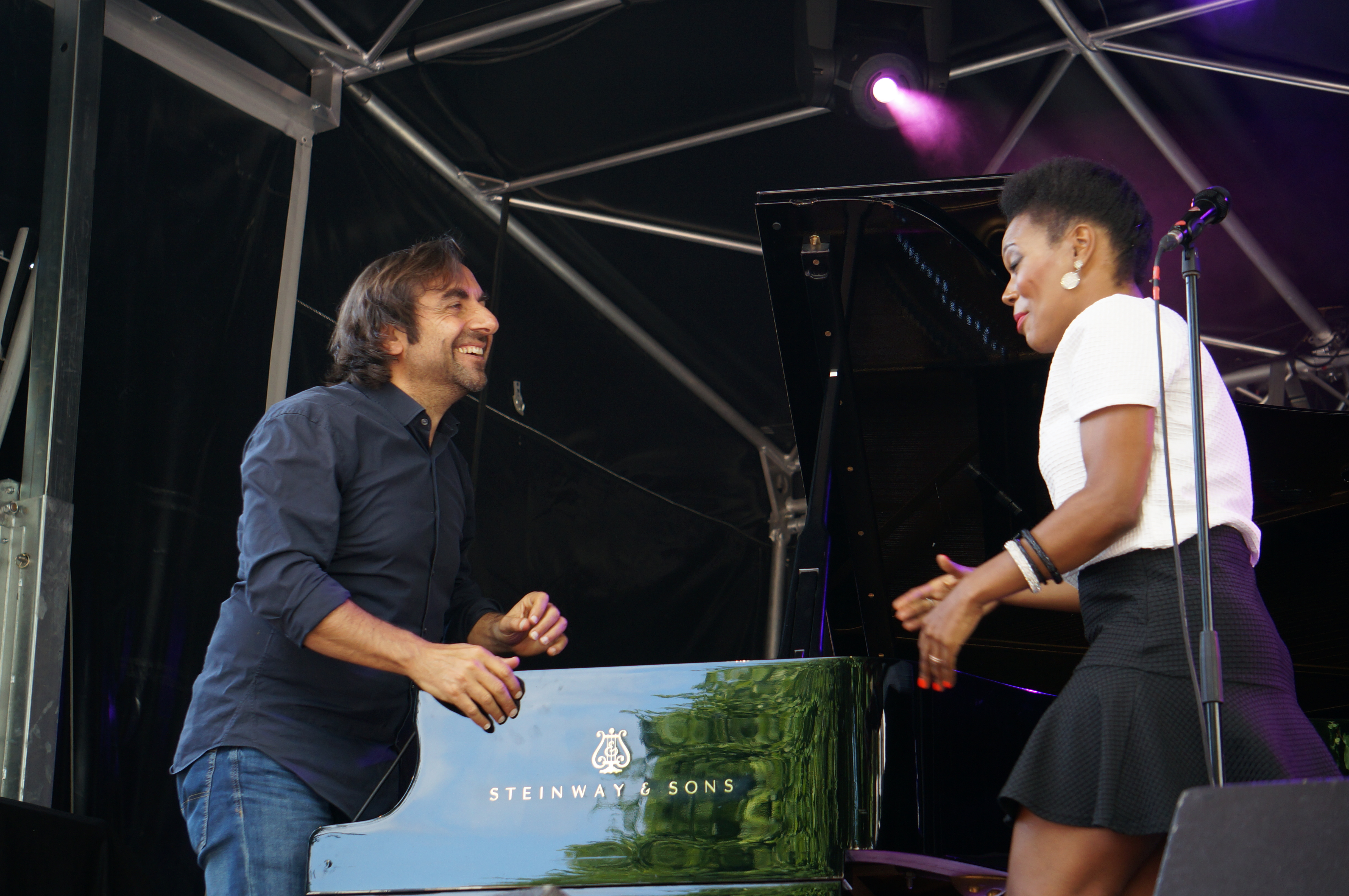
Moses en concierto con André Manoukain.

- 1995: Sol En Si (Solidarité Enfants Sida)
  - For your love (dúo con Dee Dee Bridgewater, su madre)
- 1997: Rue Case-Nègres des Nèg'Marrons
  - Ménage à 4
- 1997: Jazz à St-Germain
  - Lover man
- 1998: Détournement de son de Fabe
  - Superstars, superheros
- 2000: Loa Project Vol. 2 de DJ Cam
- 2000 Les lascars contre le sida
  - Ton passé
- 2001: Kimberlite
  - Tell me how much (dúo con Will Roberson)
- 2001: Supernova superstar de Sinclair
  - Qu'est-ce qui me pousse
- 2001: Les Voix de l'espoir collectif féminin créé par Princess Erika
  - Que serais-je demain ?
- 2001: Dimension de K-Reen
  - M'As Tu Vu (Chœurs)
  - Tout ce Qu'On Veut (trío con Jalane et K-Reen)
  - Oui-Non (Chœurs et écriture)
- 2002: Jalane de Jalane
  - On a tous pêché (en trio avec Jalane et K-Reen)
  - Chéri (Chœurs)
  - Prise au piège (Chœurs)
  - Jalousie (Chœurs)
- 2003: Bande originale du film Taxi 3
  - Vivre Sans Ça - China, Dadoo & Diam's
- 2003: Flic$ & Hor$-La-Loi de Gomez & Dubois
  - Hôtel Commissariat
- 2003: Brut de femme de Diam's
  - Évasion
- 2003: Soulshine Vol 2 de DJ Cam
  - He's gone
- 2004: Opinion Sur Rue
  - Je Veux Y Croire (feat K-Reen)
- 2004: Honneur aux dames de Takfarinas
  - Sih sit
  - C'est l'amour
- 2005: Peines de Maures de La Caution
  - Boite de Macs
- 2005: Mr Freedom de Gabin
  - The Other Way Around
  - She's Still Watching Me
  - Thousand And One Nights
  - Just Be Yourself
- 2007: Tribute to Polnareff
  - Lettre à France (dúo con Weepers Circus)
- 2010: La Princesse et la Grenouille de Walt Disney : Tiana
- 2010: Alpha Omega de Wayne Beckford (chante sur "Come On Over")
- 2010: So In Love de André Manoukian
- 2010: Alarash de Alarash
- 2013: Swingin the Count de Cedric Caillaud Trio
  - Lil' darlin
- 2013: Ikiz Checking In de Ikiz
  - Insanely

## Clips
- 1997: Time de Jean-Baptiste Mondino
- 2000: Être La Bas de Kool- Mangaa
- 2004: Ce Serait Si Simple de John Gabriel Biggs
- 2009: Mad about the boy de Aurélien Poitrimoult
- 2009: Dinah's blues
- 2009: Dinah's blues live
- 2009: Fine Fine Daddy live de MadeInChina Productions
- 2013: China Moses à l'International Jazz Day
- 2013: Crazy Blues de Alastair "Gee- Lock" Christopher

### Actriz
- 1997: Moesha (TV Series): Chyna 
  - Songs in the Key of Strife (1997) ... Chyna
- 2013 : Battle of the Year avec Chris Brown : MTV France Host

## Comedia musical
- 2014 : Sally Bowles en Cabaret de John Kander, Joe Masteroff, Fred Ebb. Puesta en escena de Olivier Desbordes, dirección musical Dominique Trottein. Estreno en Montpelier, después en los festivales de Figeac y de Saint-Céré, girada en toda Francia y en Suiza.[2]